# Asa H. Willie

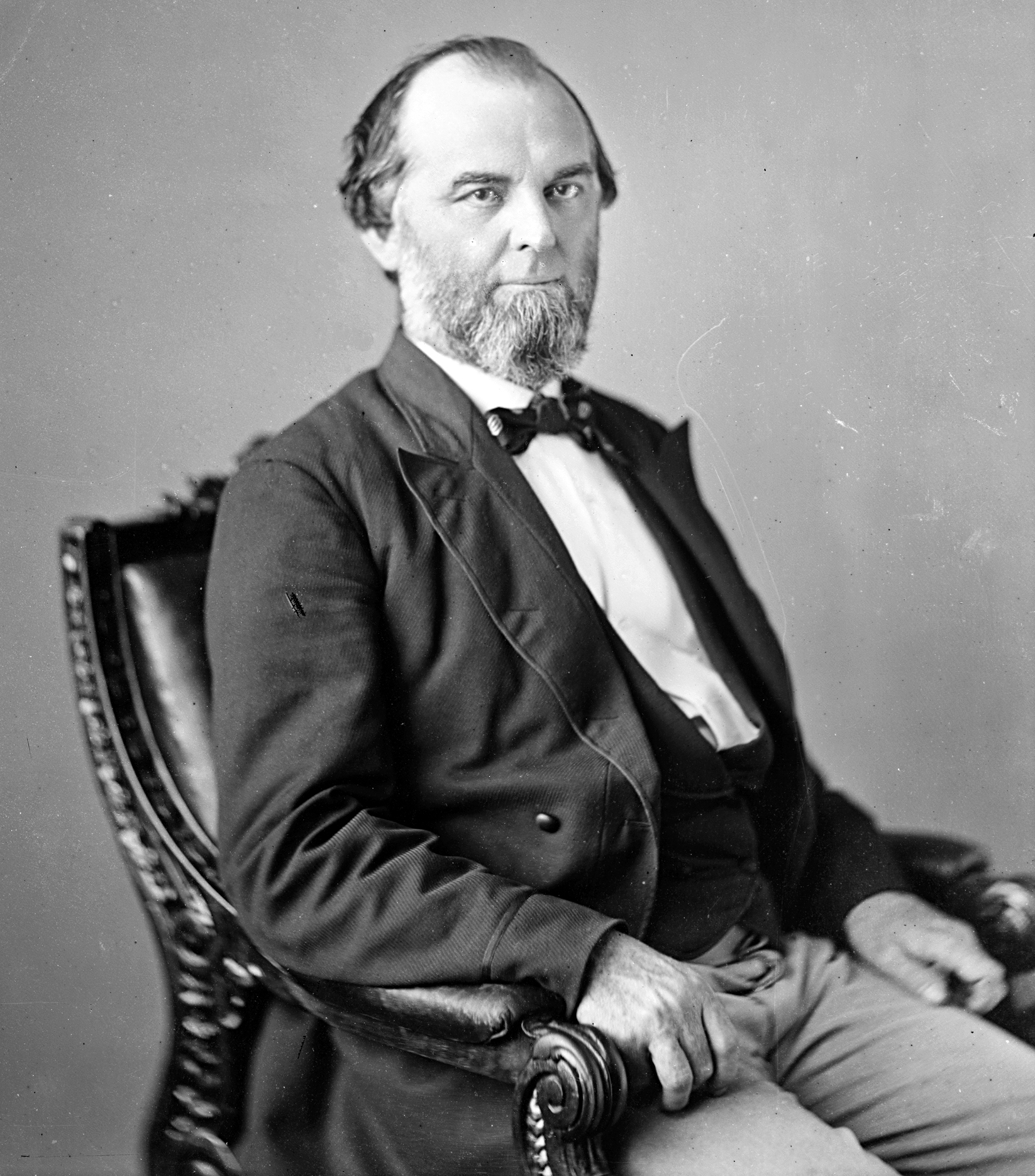
Asa H. Willie

Asa Hoxie Willie (* 11. Oktober 1829 in Washington, Georgia; † 16. März 1899 in Galveston, Texas) war ein US-amerikanischer Jurist und Politiker. Zwischen 1873 und 1875 vertrat er den Bundesstaat Texas im US-Repräsentantenhaus.

## Werdegang
Asa Willie erhielt eine gute private Schulausbildung. Im Jahr 1846 kam er nach Brenham in Texas. Nach einem Jurastudium und seiner 1848 erfolgten Zulassung als Rechtsanwalt begann er dort in seinem neuen Beruf zu arbeiten. Zwischen 1852 und 1854 war er Staatsanwalt im dritten Gerichtsbezirk von Texas. Während des Bürgerkrieges diente Willie als Major im Heer der Konföderation. Im Jahr 1866 zog er nach Galveston und 1867 wurde er als Richter an das oberste Gericht von Texas berufen. Allerdings musste er dieses Amt auf Druck des Militärbefehlshabers der Unionstruppen wieder aufgeben.
Politisch war Willie Mitglied der  Demokratischen Partei. Bei den Kongresswahlen des Jahres 1872 wurde er im damals neu eingerichteten sechsten Wahlbezirk von Texas in das US-Repräsentantenhaus in Washington, D.C. gewählt, wo er am 4. März 1873 sein neues Mandat antrat. Da er im Jahr 1874 auf eine weitere Kandidatur verzichtete, konnte er bis zum 3. März 1875 nur eine Legislaturperiode im Kongress absolvieren.
Nach dem Ende seiner Zeit im US-Repräsentantenhaus praktizierte Asa Willie wieder als Anwalt. Zwischen 1882 und 1888 war er Vorsitzender Richter des Supreme Court of Texas. Anschließend betätigte er sich wieder als Rechtsanwalt. Er starb am 16. März 1899 in Galveston.